# Robert Percy Douglas
Sir Robert Percy Douglas, 4. Baronet (* 29. August 1805 in High Wycombe, Buckinghamshire; † 30. September 1891 in Bournemouth, Hampshire) war ein britischer Adliger, General und Kolonialgouverneur.

## Leben
Er war der viertgeborene Sohn des Major-General Sir Howard Douglas, 3. Baronet (1776–1861) aus dessen Ehe mit Anne Dundas († 1854). Er gehörte einer Nebenlinie des schottischen Clan Douglas an. Beim Tod seines Vaters am 9. November 1861 waren seine drei älteren Brüder bereits kinderlos verstorben, weshalb er dessen 1777 geschaffenen Titel eines Baronet, of Carr in the County of Perth, erbte.
Er besuchte die Royal Grammar School in High Wycombe und trat 1819 in die British Army ein und diente als Offizier beim zweiten Battalion des 98th Regiment of Foot. Dieses Regiment kämpfte im Ersten Opiumkrieg (1839–1842) und im Zweiten Sikh-Krieg (1848–1849). Er durchlief verschiedene Dienstränge, 1860 war er in den Rang eines Major-General aufgestiegen und um 1863 wurde er Lieutenant-General.
Von 1860 bis 1863 hatte er das Amt des Vizegouverneurs (Lieutenant Governor) von Jersey inne. Während dieser Zeit wurde das auf Jersey gebaute dreimastige Handelsschiff Percy Douglas (781 BRT, Stapellauf 8. August 1861) nach ihm benannt. 1991 wurde eine 1-£-Münze mit der Abbildung dieses Schiffes geprägt.
Von 1863 bis 1868 war er Vizegouverneur der Kapkolonie. Während förderte die Erschließung und Besiedlung der Kolonie, die zu dieser Zeit gegründete Stadt Douglas ist nach ihm benannt.
Am 1. Juli 1864 wurde er Colonel des 98th Regiment of Foot. Er behielt diesen Posten, als sein Regiment 1881 im Rahmen der Reformen des Hugh Childers mit dem 64th Regiment of Foot zum North Staffordshire Regiment (Prince of Wales’s) zusammengelegt wurde. Er wurde schließlich am 14. April 1874 zum General befördert.

## Ehen und Nachkommen
In erster Ehe hatte er 1840 Anne Duckworth geheiratet. Mit ihr hatte er fünf Kinder:
- Howard Douglas (1842–1864);
- Robert Stopford Sholto Douglas (1844–1875);
- Sir Arthur Percy Douglas, 5. Baronet (1845–1913);
- Ann Penelope Harriet Douglas (* um 1851) ⚭ Sir Hugh Low;
- Helen Mary Douglas (* um 1853).

In zweiter Ehe heiratete er 1856 Louisa Lang. Mit ihr hatte er sechs Kinder:
- Mary Louisa Douglas († 1869);
- Sir James Stewart Douglas, 6. Baronet (1859–1940) ⚭ Ada Constance Fisher;
- Jessie Campbell Douglas (um 1861–1946) ⚭ Berkeley Portman;
- Rose Ella Douglas (* um 1862);
- Emma Hope Douglas (* um 1864);
- Margaret Augusta Douglas (um 1866–1924) ⚭ Reverend James Arthur Hervey.

Als er 1891 in seinem Anwesen The Hurst in Bournemouth starb, erbte sein Sohn Arthur.